# الجسر العائم (دبي)
الجسر العائم هو أحد جسور إمارة دبي في الإمارات العربية المتحدة، يقع على خور دبي والذي يبعد مسافة نصف كيلومتر جنوب جسر آل مكتوم يربط الجسر طريق الرياض ومحاكم دبي وحديقة الخور من جهة بر دبي بشارع بني ياس وديرة سيتي سنتر ونادي خور دبي للجولف واليخوت.

## معلومات عن الجسر
يعتبر الجسر العائم المعبر الخامس على خور دبي. أما المعابر الأخرى فهي نفق الشندغة وجسر القرهود وجسر آل مكتوم ومعبر الخليج التجاري. بلغت كلفة إنشاء الجسر حوالي 155 مليون درهم إماراتي وطاقته الاستيعابية حوالي 6000 مركبة في الساعة. وقد افتتح في 16 تموز (يوليو) 2007.
نفذت شركة واجنر بيرو النمساوية جسر دبي العائم في فترة زمنية قصيرة للغاية، خلال 23 يوماً فقط. يمتد الجسر على مسافة طولها 365 متراً، وقد خصص جزء مستقل لكل اتجاه،ويحتوي كل جزء على ثلاثة مسارب.ويمكن للسفن العبور من دون عائق  لأن الجسر يتمتع بقابلية الإغلاق

## معرض صور

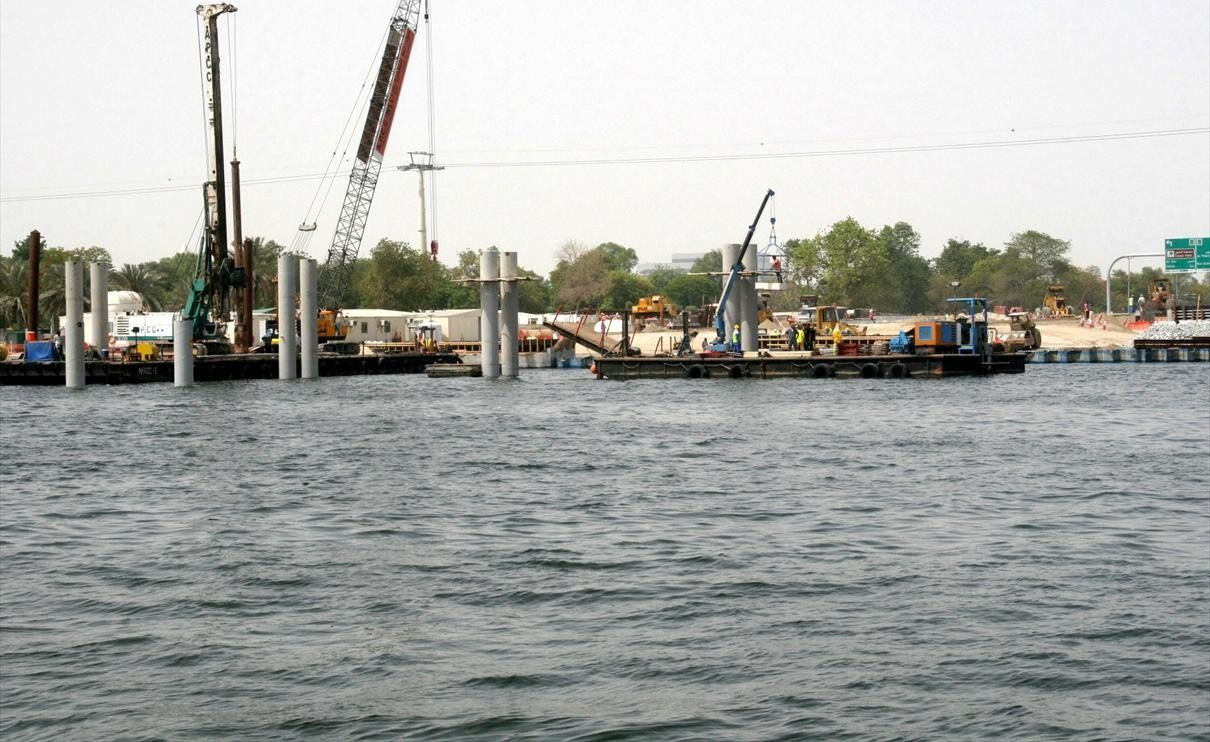
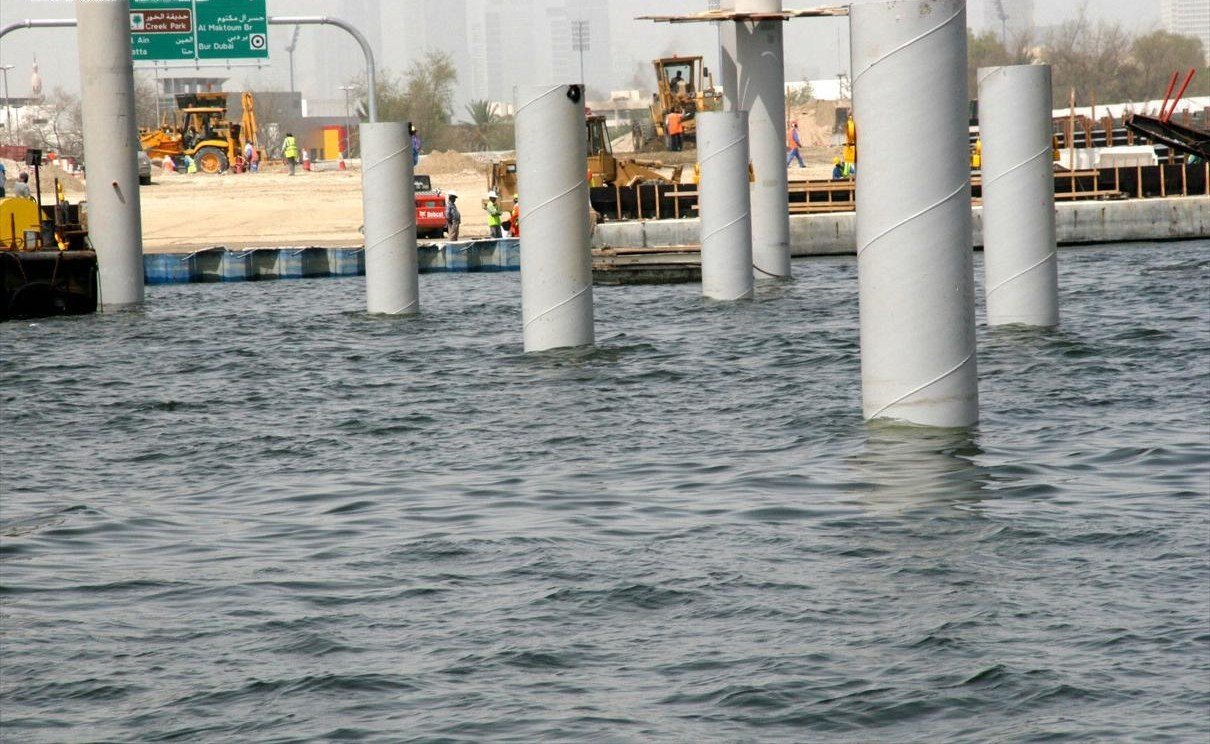
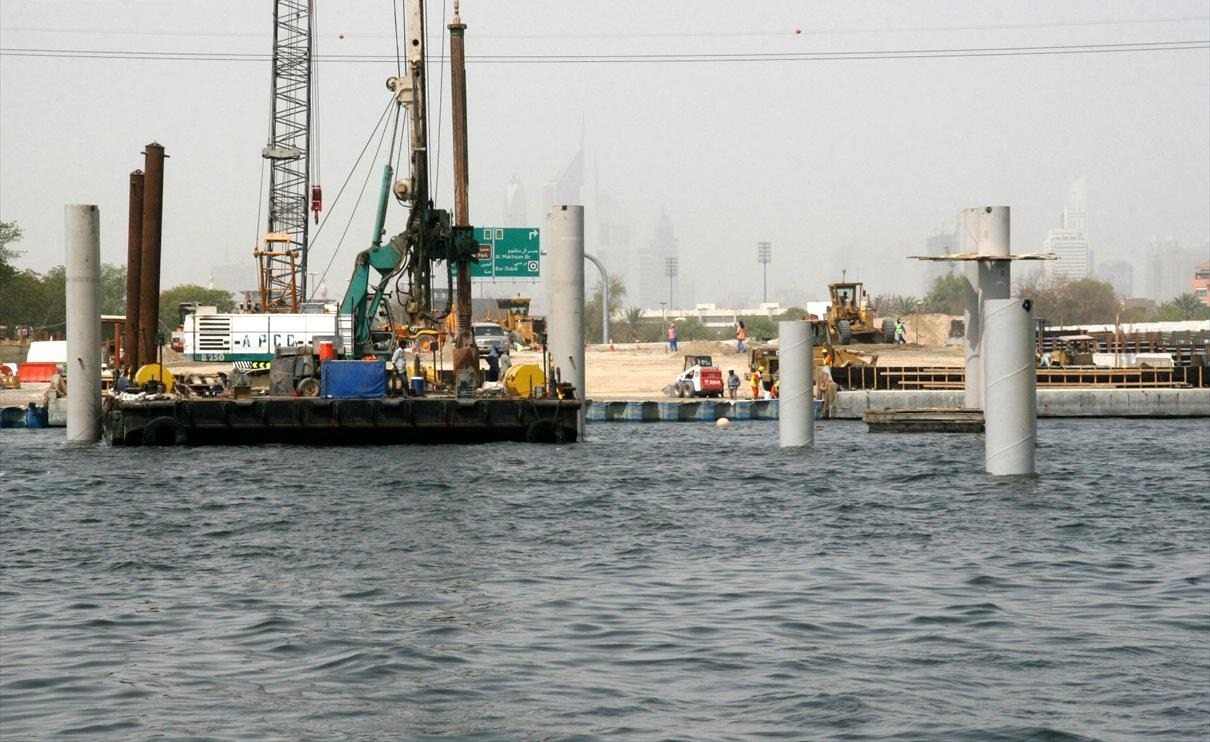
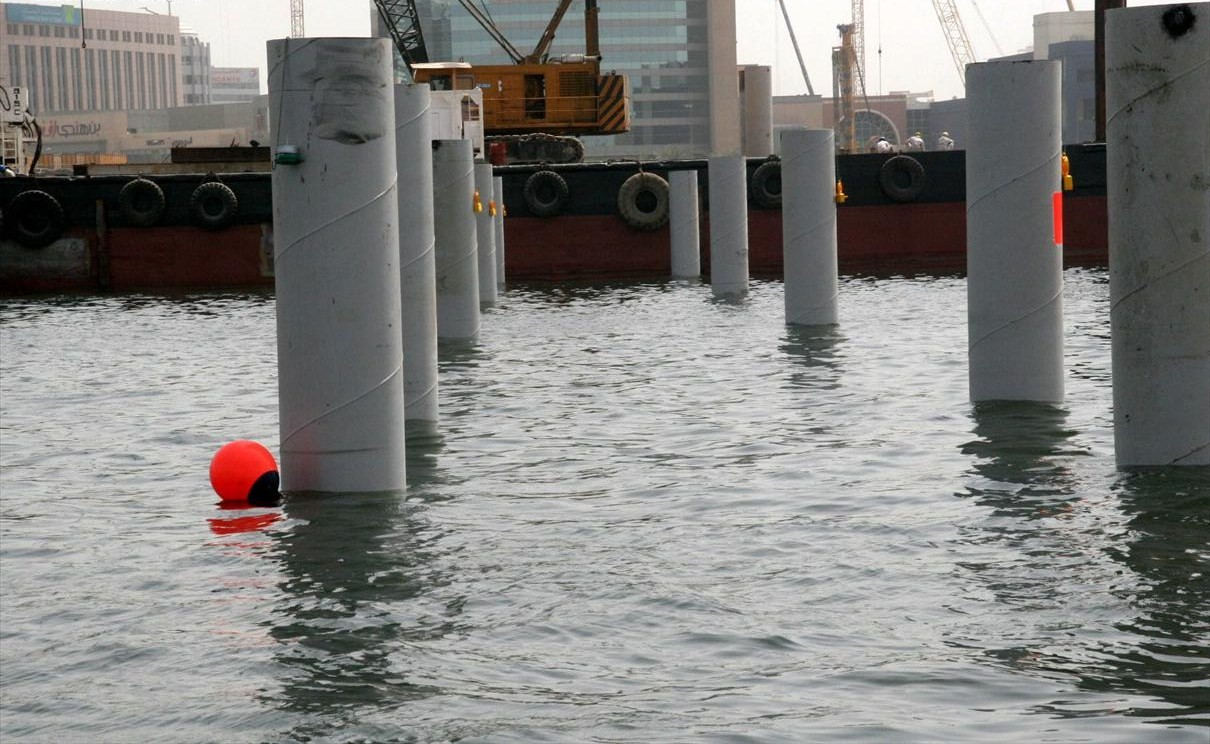
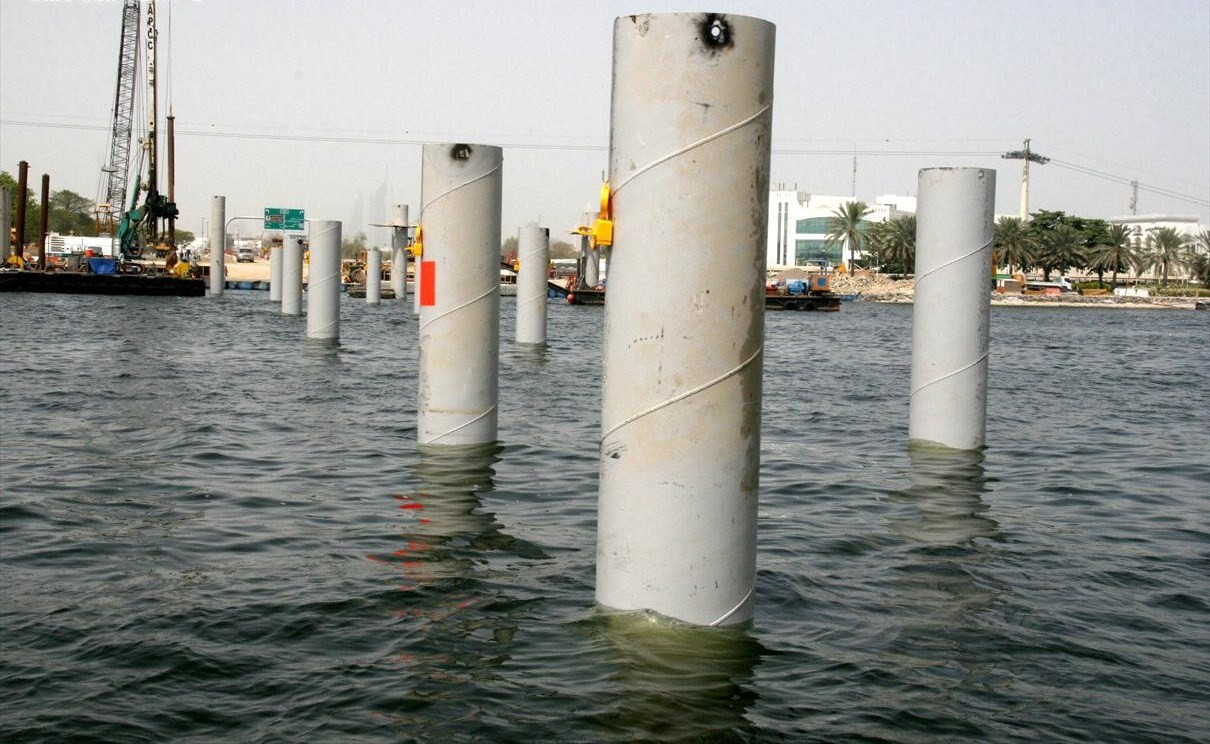